# Martian Manhunter
Martian Manhunter, és un personatge de ficció de còmic i un superheroi de l'Univers DC. En castellà s'ha traduït el nom com a Detective Marciano. També membre de Lliga de la Justícia. La seva primera aparició es va produir a Detective Comics nº225 publicat el 27 de setembre de 1955, amb data de portada novembre de 1955.

## Biografia de ficció
Martian Manhunter, no té família perquè la va perdre després que una mortífera plaga assolés Mart, el seu planeta natal. Quan encara no s'havia recuperat de la pèrdua de la família va ser transportat per accident a la terra, aquest fet li va donar una oportunitat de començar una nova vida lluny del planeta on tant de dolor havia sofert, va fer un gran esforç per adaptar-se a la forma de vida de la terra i dels humans en particular. Gràcies als seus poders es va unir a la Lliga de la Justícia, sent un dels membres fundadors.
Poders
Els seus poders són; una força extrema, una gran velocitat i poder-se fer invisible, també pot disparar un raig làser amb els ulls i adoptar la forma que desitgi. Els seus poders telepàtics li serveixen per comunicar-se amb els seus companys de la Lliga de la Justícia. Hi ha el convenciment que és tant o més fort que Superman.